# کریس هجز
کریس هجز (به انگلیسی: Chris Hedges) (زاده ۱۸ سپتامبر ۱۹۵۶) گزارشگر و دگراندیش امریکایی است.
وی نزدیک به دو دهه را به عنوان گزارشگر خارجی در امریکای مرکزی، خاورمیانه، افریقا و بالکان سپری کرده‌است.